# Ернст Люхт
Ернст Люхт (нім. Ernst Lucht; 27 лютого 1896, Фюрт — 2 листопада 1975, Ноймюнстер) — німецький військово-морський діяч, контрадмірал крігсмаріне (1 квітня 1943). Кавалер Лицарського хреста Залізного хреста.

## Біографія
6 серпня 1915 року вступив добровольцем на флот. Під час Першої світової війни служив на лінійних кораблях «Дойчланд», «Тюрингія» і «Позен». У листопаді 1918 року відправлений у відпустку і в березні 1919 року демобілізований. У листопаді 1919 року знову поступив на флот, служив в частинах берегової охорони. З 6 січня 1925 року — вахтовий офіцер на лінійному кораблі «Гессен», з 26 вересня 1927 року — командир 1-ї півфлотилії тральщиків. З 26 вересня 1930 по 4 жовтня 1932 року — командир роти 2-го батальйону корабельної кадрованої дивізії «Остзе». З 1 квітня 1933 року — черговий офіцер на броненосці «Дойчланд». З 1 жовтня 1935 року — командир 2-ї ескортної флотилії.
2 жовтня 1937 року переведений в інспекцію загороджувального озброєння, а 30 червня 1940 року очолив Відділ технічного розвитку управлінської групи мінно-загороджувального озброєння Головного управління озброєнь ОКМ. З 4 квітня 1943 року командував охоронними силами Північного моря. Успішно діяв проти британського ВМФ. 22 січняроку призначений командувачем охоронними силами ВМФ Німеччини. 22 червня 1945 року заарештований союзниками. 23 червня 1947 року звільнений.
Після звільнення став дрібним фермером. В 1952 році влада ФРН планувала призначити Люхта командиром прикордонної охорони в Кілі і він сам був готовий її очолити, проте в кінці 1953 року від цих планів відмовились. В 1957-66 роках — заступник федерального комісара при Морських управліннях Фленсбурга і Любека. З жовтня 1958 по червень 1966 року — президент Німецького морського союзу. 

## Нагороди
- Залізний хрест 2-го класу (1915)
- Сілезький Орел 2-го ступеня (10 жовтня 1919)
- Знак Заслуг 2-ї морської бригади Ергардта (1 березня 1920)
- Почесний хрест ветерана війни з мечами (30 січня 1935)
- Медаль «За вислугу років у Вермахті»
  - 4-го, 3-го і 2-го класу (18 років; 2 жовтня 1936) — отримав 3 медалі одночасно.
  - 1-го класу (25 років; 15 вересня 1939)
- Хрест Воєнних заслуг
  - 2-го класу з мечами (3 січня 1941)
  - 1-го класу з мечами (20 квітня 1942)
- Нагрудний знак мінних тральщиків (6 грудня 1941)
- Орден Корони Італії, командорський хрест (8 грудня 1941)
- Застібка до Залізного хреста 2-го класу (17 грудня 1941)
- Орден Білої троянди (Фінляндія), командорський хрест 1-го класу (11 серпня 1942)
- Залізний хрест 1-го класу (5 вересня 1943)
- Німецький хрест в золоті (9 листопада 1944)
- Лицарський хрест Залізного хреста (17 січня 1945)
- Орден «За заслуги перед Федеративною Республікою Німеччина», офіцерський хрест (квітень 1967)